# Johann Crüger
Johann Crüger (Groß Breesen cerca de Guben, 9 de abril de 1598-Berlín, 23 de febrero de 1662) fue un compositor alemán de origen sorbio.

## Vida
Johann Crüger era el hijo de un posadero. Hasta los 15 años asistió a la escuela latina de Guben. De ahí pasó por escuelas en Sorau y Breslau antes de llegar a Ratisbona, donde el cantor Paul Homberger, un estudiante de Giovanni Gabrieli en Venecia, fue su primer maestro de música.
Viajó por Austria y Hungría, viviendo por un tiempo en Bratislava. Luego atravesó Bohemia y Moravia, haciendo una corta parada en Freiberg (Sajonia) antes de dirigirse a Berlín en 1615. En Berlín, Crüger asistió a una escuela secundaria para prepararse para el estudio de Teología, ganando dinero como tutor. A partir de 1620 estudió Teología en la universidad de Wittenberg y continuó estudiando música de forma autodidacta. Desde su época de estudiante, Crüger era ya conocido como compositor y en 1622 fue nombrado cantor de la iglesia de San Nicolás (Nikolaikirche) en Berlín, con el acompañante puesto de profesor en la escuela secundaria "Zum Grauen Kloster". Crüger permaneció en ambos puestos hasta su muerte.
En 1628 se casó con la viuda de un concejal de la ciudad. Durante la Guerra de los Treinta Años, Crüger y su familia pasaron muchas penurias y hasta hambre. Enfermó de peste, enfermedad de la que por poco muere. En poco tiempo perdió a cinco hijos y en 1636 a su esposa. En 1637, ya recuperado de la enfermedad, contrae matrimonio por segunda vez con la hija de un posadero de 17 años, con la que tuvo catorce hijos, la mayoría de los cuales murieron a corta edad. Una de sus hijas se casó con el pintor de la corte Michael Conrad Hirt, que hizo un retrato suyo. Crüger murió el 23 de febrero de 1662 en Berlín.

## Obras

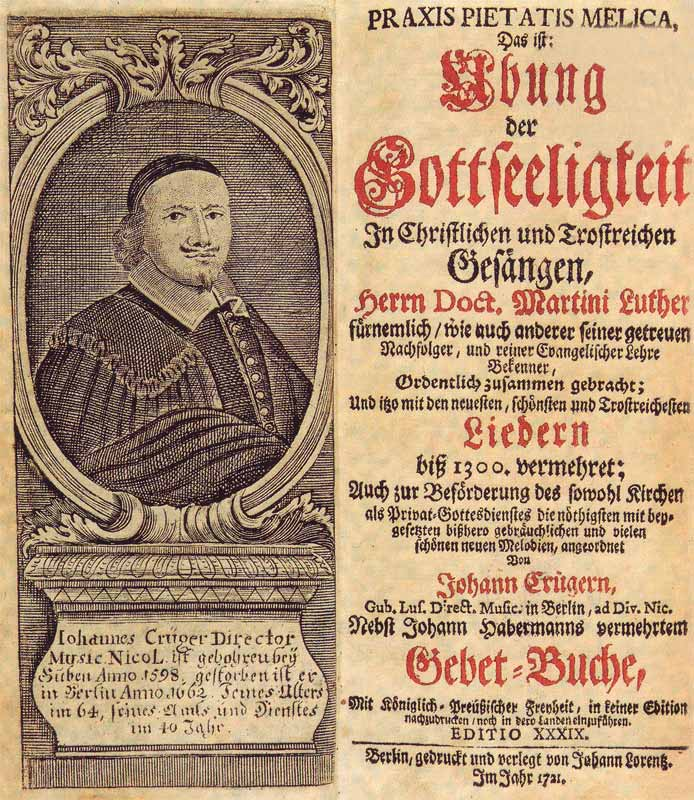
Frontispicio del libro Praxis pietatis melica

Crüger es el compositor de varios himnos y conciertos, siendo además autor de varias obras de pedagogía musical. En 1643 conoció al famoso poeta y autor de himnos religiosos, Paul Gerhardt, escribiendo la música de muchos de sus himnos.
En 1640 Crüger publicó el más importante libro de himnos religiosos del siglo XVII, el Praxis pietatis melica ("Práctica de la piedad en la canción"), que incluía quince himnos de Gerhardt musicalizados por él. Este libro fue un éxito editorial con múltiples ediciones, alcanzado la 29ª edición en 1702. Publicó una segunda colección de 161 himnos religiosos, entre ellos quince de su propia autoría.